# Cornelius Heyns
Cornelius Heyns (* vor 1440; † 1485 in Brügge) war ein franko-flämischer Komponist, Sänger und Kleriker der frühen Renaissance.

## Leben und Wirken
Das Leben von Cornelius Heyns liegt weitgehend im Dunklen. Es gibt Mutmaßungen, dass er sich in den späten 1440er Jahren in Florenz aufgehalten hat, wo ein „Cornelius“ aus Flandern tätig war, der dann 1447 in seine Heimat zurückgekehrt ist. Dokumentarisch nachweisbar sind nur Zeiten, in denen er in Brügge gewirkt hat. Dort ist er ab dem 25. Oktober 1447 an der Kathedrale St. Donatian nachweisbar (die Kathedrale wurde im Zuge der französischen Revolution 1799/1800 zerstört). Es gibt Berichte, dass Heyns, ein Freund von Gilles Joye, wie dieser einen recht lockeren Lebensstil gehabt haben soll. Am 7. Januar 1452 bekamen er, Gilles Joye und andere eine Rüge wegen ihrer ausdrücklichen Weigerung, beim Motettensingen am Vorabend des Epiphanias-Fests dem Succentor zu assistieren; damit wollten sie gegen die Entscheidung des Kapitels protestieren, künftig das traditionelle Eselsfest nicht mehr zu erlauben.
Am 23. Juni 1452 wurde Heyns zum Succentor ernannt. Er scheint aber seine Pflichten nicht sehr ernst genommen zu haben. Am Fest Christi Himmelfahrt fehlte er bei den Vespern und war mit Ballspiel beschäftigt. Später wurde er angeklagt, mehrmals seine Tage in Bordellen verbracht zu haben, so dass er am 22. Juni 1454 seines Amtes enthoben wurde. In den folgenden acht Jahren gibt es über ihn keine Informationen. Ab dem Jahr 1463 war er wieder als Succentor an St. Donatian in Brügge tätig, und zwar bis 24. Dezember 1465. Danach verliert sich seine Spur.

## Werk und Bedeutung
Von Cornelius Heyns ist nur eine vierstimmige Messe, die Missa „Pour quelque paine“, in drei Handschriften überliefert. Die Komposition basiert auf der Tenorstimme eines anonymen dreistimmigen Rondeaus mit dem gleichen Textbeginn und ist mit besonderer Qualität gearbeitet. Sie ist in der Handhabung des Cantus firmus ausgesprochen fantasievoll und eigenwillig und nimmt unter den Messkompositionen mit weltlicher Vorlage einen hohen Rang ein, weil sie zu den frühesten Beispielen einer fortschrittlichen Cantus-firmus- und Parodietechnik gehört.